# تنام رمادي
تنام رمادي (الاسم العلمي: Tinamus tao) هو نوع من الطيور يتبع جنس التنام من فصيلة التنامية.